# Wilhelm Caspar Escher
Wilhelm Caspar Escher (Zürich, 9 april 1859 - aldaar, 17 november 1929) was een Zwitsers bankier en bestuurder.

## Biografie
Wilhelm Caspar Escher was een zoon van Hans Kaspar Escher, die bankier was, en van Louise Bodmer. In 1894 trouwde hij met Emma Lina Abegg, een dochter van Carl Abegg. Na zijn schooltijd aan de kantonnale school van Trogen van 1872 tot 1876 ging hij in de leer bij een bank in Zürich en schoolde hij zich vervolgens bij in Lyon, Parijs, Londen en Genua.
Van 1890 tot 1900 was Escher lid van de directieraad van de Eidgenössische Bank in Sankt Gallen en Zürich. Vervolgens was hij van 1900 tot 1916 lid van de directie, van 1916 tot 1925 onderdirecteur en van 1925 tot 1929 directeur van Credit Suisse. In die periode was hij van 1926 tot 1929 ook lid van de raad van bestuur van de Zwitserse nationale bank. Naast zijn carrière in het bankwezen was Escher ook bestuurder bij Nestlé, de Anglo-Swiss Condensed Milk Co., de Schweizerische Rückversicherungs-Gesellschaft, Georg Fischer en de Electrobank.
Escher en zijn echtgenote gaven financiële steun aan de Universiteit van Zürich en diverse artistieke en sociale organisaties. De Universiteit van München maakte hen tot ereburger, terwijl de faculteit politieke wetenschappen van de Universiteit van Tübingen hen in 1923 een eredoctoraat toekende.

## Onderscheidingen
- ereburger van de Universiteit van München
- doctor honoris causa aan de Universiteit van Tübingen (1923)

- Base de données des élites suisses: 50692
- Bibliothèque nationale de France: cb14613151v (data)
- Gemeinsame Normdatei: 124211984
- Historisch woordenboek van Zwitserland: 044234
- International Standard Name Identifier: 0000 0000 4771 5215
- Library of Congress Control Number: nr2002033894
- Nederlandse Thesaurus van Auteursnamen: 254842453
- Virtual International Authority File: 940314
- WorldCat: E39PBJdmmDcCfYyFGKWyGg3CwC